# Sainte-Agnès (Isère)
Sainte-Agnès ist eine französische Gemeinde mit 565 Einwohnern (Stand: 1. Januar 2022) im Département Isère in der Region Auvergne-Rhône-Alpes. Sie gehört zum Arrondissement Grenoble und ist Teil des Kantons Le Moyen Grésivaudan. Die Einwohner heißen Gareux.

## Geographie
Sainte-Agnès liegt etwa 18 Kilometer nordöstlich von Grenoble in der Landschaft Grésivaudan an der Bergkette Belledonne. Im Gemeindegebiet liegt der Grand Pic de Belledonne mit 2977 Metern.
Umgeben wird Sainte-Agnès von den Nachbargemeinden Laval-en-Belledonne im Norden, Allemond im Osten und Südosten, La Combe-de-Lancey und Saint-Mury-Monteymond im Süden sowie Villard-Bonnot im Westen und Nordwesten.

## Weblinks

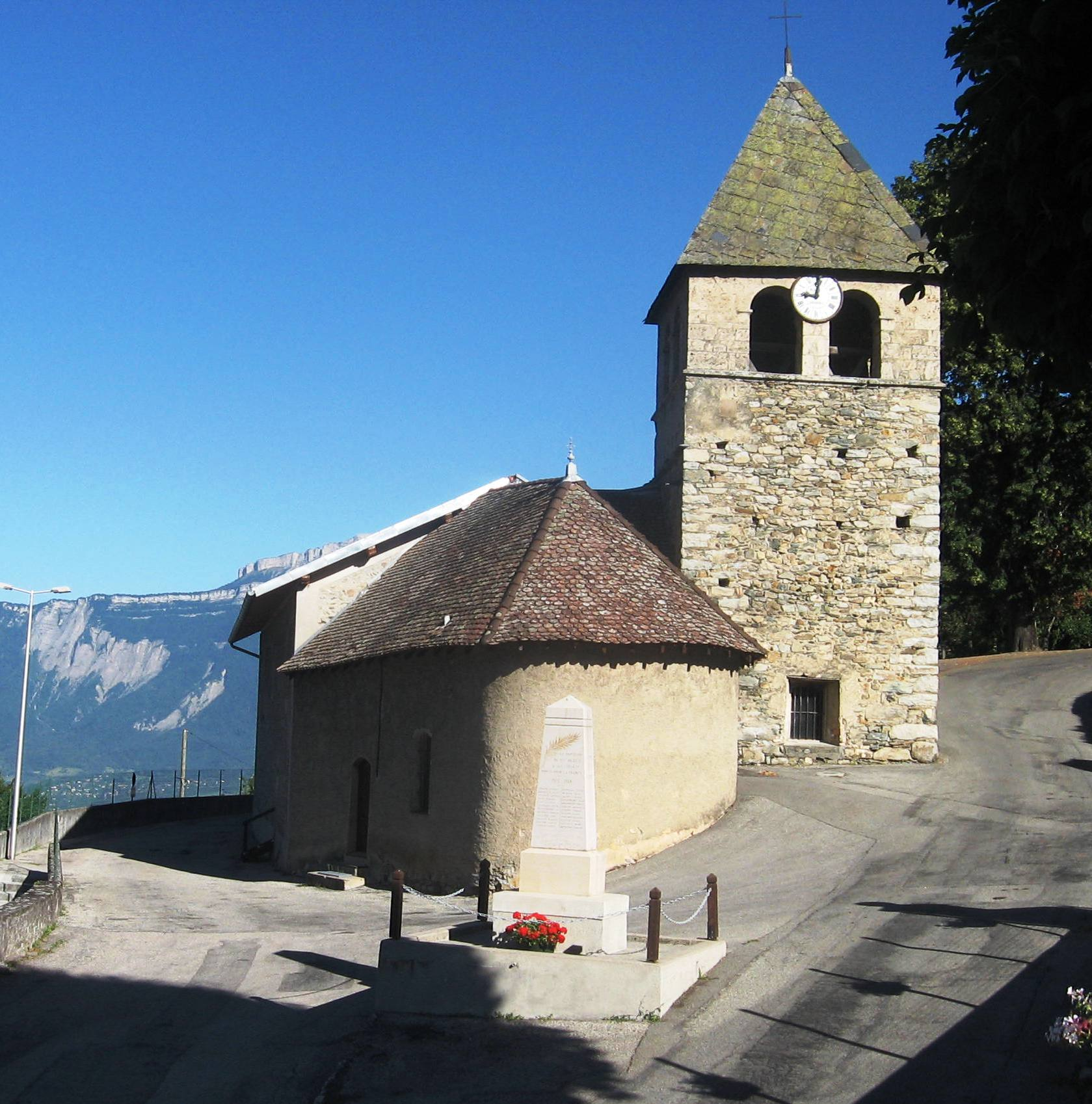
Kirche Sainte-Agnès

## Bevölkerungsentwicklung
| Jahr                       | 1962 | 1968 | 1975 | 1982 | 1990 | 1999 | 2006 | 2017 |
| -------------------------- | ---- | ---- | ---- | ---- | ---- | ---- | ---- | ---- |
| Einwohner                  | 313  | 241  | 228  | 308  | 406  | 455  | 516  | 563  |
| Quellen: Cassini und INSEE |      |      |      |      |      |      |      |      |

## Sehenswürdigkeiten
- Kirche Sainte-Agnès